# 寮国毛扭藓
寮国毛扭藓（学名：Aerobryidium laosiense），又名波叶假悬藓，为蔓藓科毛扭藓属下的一个种。